# Sompérékou
Sompérékou är ett arrondissement i kommunen Banikoara i Benin. Den hade 25 402 invånare år 2013.